# Feliu Ventura
Feliu Ventura (født 1976 i Xàtiva) er en spansk sanger fra Valencia.
Han synger på katalansk, der er andet sprog i Katalonien og han er meget populær i Valencia. Felius musik er underholdende og handler om hverdagsagtige ting. 

## Diskografi
- Musica i lletras 2011.